# Hugo Tavernier
Hugo Tavernier (* 1. Dezember 1999 in Annecy) ist ein französischer Leichtathlet, der sich auf den Hammerwurf spezialisiert hat. Seine Schwester Alexandra Tavernier ist ebenfalls als Hammerwerferin aktiv und Inhaberin des französischen Rekords.

## Sportliche Laufbahn
Erste internationale Erfahrungen sammelte Hugo Tavernier im Jahr 2018, als er bei den U20-Weltmeisterschaften in Tampere mit einer Weite von 75,99 m mit dem 6-kg-Hammer den fünften Platz belegte. 2021 erreichte er dann bei den U23-Europameisterschaften in Tallinn mit 71,51 m Rang sechs.
2021 wurde Tavernier französischer Meister im Hammerwurf.